# جاودانه با عشق
جاودانه با عشق نام یک آلبوم موسیقی با خوانندگی محمد نوری و آهنگسازی محمد سریر است که در سبک پاپ در سال ۱۳۷۶ تهیه شده و دارای ۸  آهنگ است.

## فهرست آهنگ‌ها
| ردیف | آهنگ             | شاعر         | مدت  |
| ۱    | اگر تو آمده بودی | فریدون مشیری | ۷.۰۸ |
| ۲    | آواز با عشق      | شیون فومنی   | ۴.۳۹ |
| ۳    | باران            | حمید مصدق    | ۶.۳۸ |
| ۴    | سخن عشق          | سعدی         | ۹.۱۸ |
| ۵    | روزی با غروب     | احمد کسیلا   | ۷.۳۸ |
| ۶    | در سفر گم شدن    | شیون فومنی   | ۸.۱۹ |
| ۷    | کهکشان عشق       | فریدون مشیری | ۶.۱۷ |
| ۸    | شب‌های تهران      | محمد سریر    | ۵.۱۲ |

## عوامل تولید[۱]
نوازندگان:
- خاچیک بابایان - ویلن
- ارسلان کامکار - ویلن
- ابراهیم لطفی - ویلن
- سیاوش ظهیرالدینی - ویلن آلتو
- کریم قربانی - ویلنسل
- علیرضا خورشیدفر - کنترباس
- ناصر رحیمی - فلوت
- کامران علی آقا - ابوا
- اکبر محمدی - کلارینت
- جاوید مجلسی - هورن
- منوچهر بیگلری - ترومپت
- حسین شریفی - ترومبون
- آندره آرزومانیان - پیانو
- نگین سریر - پیانو
- فریبرز حیدری - پیانو
- بابک امینی - گیتار
- محمد سریر - آکاردئون
- ملیحه سعیدی - قانون
- مسعود شعاری - سه‌تار
- محمود فرهمند - تمبک

همسرایان:
- ساناز منصوریان
- جمیله پولادنیا
- شهرام رکوعی
- علی تفرشی

صدابرداران:
منوچهر ریاحی
ایرج فهیمی